# آی‌ام‌آی
آی‌ام‌آی (به انگلیسی: IMI) شرکت خدمات مهندسی بریتانیایی است، که در زمینه طراحی و تولید شیرهای صنعتی، تجهیزات خنک‌کننده، یخچال‌های صنعتی و سیستم‌های تجارتی فعالیت می‌کند. شاخه‌ای از این شرکت نیز متخصص ساخت مهمات و اسلحه‌سازی می‌باشد.
شرکت آی‌ام‌آی در سال ۱۸۶۲ توسط جرج کاینوش، در شهر ویتون، میدلندز غربی تأسیس شد و در آغاز با نام کینوش کمپانی فعالیت می‌کرد. امروزه دفتر مرکزی این شرکت در شهر بیرمنگام، بریتانیا قرار دارد و بخشی از سهام آن در بازار بورس لندن دادوستد می‌شود.